# Усадьба П. В. Цигеля
Усадьба П. В. Цигеля — здание-достопримечательность в Москве регионального значения.
Адрес: Восточный административный округ, 5-й Лучевой просек, дом 14, строение 1. Район Сокольники.Охраняется как объект культурного наследия.

## История
В конце XIX века потомственный почётный гражданин Москвы Корнилов владел этой территорией. После него хозяйкой стала жена дерматовенеролога Алексея Аристова. Купец 1-й гильдии П. В. Цигель позже приобрёл у неё землю. Дача-вилла строилась с 1915 года по 1917 год по проекту архитектора Самуила Айзиковича, который в 1912 году переехал из Санкт-Петербурга в Москву, для летнего проживания.
В 1918 году усадьба национализирована и после этого в доме находились различные организации: детский туберкулезный санаторий, ВПТО «Видеофильм» со студией звукозаписи. В 1930-х году здесь совершена качественная реставрация.
Некоторые считают, что здание принадлежало Надежде Филаретовне фон Мекк, дружившей с композитором Петром Чайковским. Однако это не так, хоть в её хозяйстве и была дача в Сокольниках, но она располагалась не здесь. Также есть история, что эта была дача Лаврентия Берии.
С XXI века бывшая усадьба относится к административному комплексу финансово-хозяйственного управления мэрии Москвы. В 2014 начались работы над проектом реконструкции усадьбы. Проектом реконструкции территории занималась ландшафтная мастерская ARTEZA. Главный архитектор проекта – Анастасия Лаврова. Визуализацией реконструируемых зданий занималась компания ICUBE CREATIVE GROUP . С 2015 года находится на реконструкции.
В 2018 году завершились работы по реализации проекта реконструкции территории и восстановления архитектуры.

## Архитектура
Архитектор — Самуиль Айзикович. Передний фасад двухэтажного каменного дома имеет черты неоклассицизма. Здание выделяет лестница, ведущая к главному входу, над которым находится балкон с полуциркольным окном. В правой части у дома находится пристройка, из которой есть вход в сад.